# Hidroxid de cupru (II)
Hidroxidul de cupru (II) este o bază alcătuită din două grupări hidroxil și un atom de cupru, având o culoare albăstrui-verzuie. Formula sa chimică este Cu(OH)2.
Se poate obține prin hidroliza sării, prin care se obține hidroxid de sodiu. În soluția obținută se adaugă sulfat de cupru sau o altă sare de cupru, produsul de reacție (hidroxid de cupru) obținut precipitându-se sub formă de pulbere 
1. ↑  „Hidroxid de cupru (II)”, Copper hydroxide (în engleză), PubChem, accesat în 19 noiembrie 2016